# کتاب درباره آدلر
کتاب دربارهٔ آدلر (انگلیسی: The Book on Adler) اثری از سورن کی‌یرکگور فیلسوف دانمارکی است که در دومین دوره از فعالیت نویسندگی او نوشته شد و پس از مرگش در سال ۱۸۷۲ منتشر شد. این اثر در مورد کشیش آدولف پیتر آدلر است که ادعا می‌کرد وحی دریافت کرده است. پس از برخی اقدامات، آدلر از وظایف کشیشی خود برکنار شد. او بعدها ادعا کرد که این اتفاق حاصل نبوغ بوده و نه وحی.
بقیه کار بر مفهوم اقتدار و چگونگی ارتباط آن با موقعیت آدلر متمرکز است. کی‌یرکگور با ادعاهای مبنی بر وحی دریافتی مخالف بود.

## بازخورد
استنلی کاول فیلسوف آمریکایی، در مجموعه‌اش باید به معنای آنچه می‌گوییم باشد (۱۹۶۹)، به معرفی مجدد این کتاب به خوانندگان فلسفه مدرن کمک کرد.
یوهانس هولنبرگ یکی از دانشجویان نوشته‌های کی‌یرکگور، درباره این اثر گفت: «کتاب فوق‌العاده آشکارکننده است، زیرا عملکرد ذهن کی‌یرکگور را بهتر از هر کتاب دیگری نشان می‌دهد. وقتی بخواهیم ایده‌ای در مورد دیالکتیک کیفی داشته باشیم، وقتی به یک سؤال کاملاً مشخص برمی‌خوریم، باید کتاب مربوط به آدلر را مطالعه کنیم.